# Familles de Montlaur
Le nom de terre Montlaur a été porté par différentes familles, dont l'une est subsistante.
Hippolyte de Barrau, dans son ouvrage consacrée aux familles du Rouergue, mentionne une famille Jourdain possédant le château de Montlaur, à Vabre. Sa notice se poursuit avec la présentation de trois familles portant le nom de Montlaur,
- de Montlaur, en Vivarais, sur les frontières du Velay, portant d'or au lion couronné de vair.
- de Montlaur, près de Maguelone (Montpellier), en Bas-Languedoc, portant d'argent au lion de gueules.
- de Montlaur, élection de Comminges.

Le volume 5 du Grand armorial de France présente lui aussi trois familles portant ce nom : 
- de Montlaur, olim de Montlaur d'Escoubès, Gascogne (voir ci-après).
- de Montlaur, Languedoc (connue dès le XIIe siècle, maintenue noble en 1667), D'or, à un cor d'azur lié de gueules.
- de Montlaur, Comminges (maintenue noble en 1699 sur preuves de 1523), D'or, au lion de vair couronné du même.

Le médiéviste Pierre-Yves Laffont souligne dans sa thèse (1998) que « les origines du lignage de Montlaur posent problèmes et restent très sujettes à controverse ». Dans l'introduction d'un article intitulé « Les Montlaur : une branche cadette des vicomtes de Polignac ? », paru en 1998, il indique que « trois lignages aristocratiques l'ont porté en Languedoc au Moyen Âge », ceux de Carcassès, ceux du Vivarais, dont le château est situé à Coucouron, et ceux du Bas-Languedoc, avec le château situé à Montaud. Il souligne, que s'il exclut celui de Cacassès, les auteurs, notamment Odette Pontal, ont souvent confondu, « volontairement ou non », les deux derniers. François-Alexandre de La Chenaye-Aubert, dans son Dictionnaire de la noblesse (1774), indiquait la généalogie d'une famille de Montlaur originaire du Languedoc, sans précisions, lui associant la plupart des personnalités données en fin d'article. Gustave de Rivoire de La Bâtie (1867) considère la famille que l'on retrouve en Dauphiné est originaire du Languedoc, sans précisions. Pierre-Yves Laffont (1998) conclue, dans sa notice consacrée à la prosopographie du lignage de Montlaur que « rien, à notre sens, ne permet d'établir ce lien si ce n'est l'usage commun du prénom Pons », considérant que « leur homonymie et leur approximative contemporanéité n'étant que pures coïncidences ».

## Famille de Montlaur (Bas-Languedoc)
La famille de Montlaur, alias Montlor, est une famille noble éteinte, d'extraction féodale, originaire de la terre de Montlaur, située sur la commune de Montaud, en Bas-Langedoc, dans le diocèse de Maguelone (Montpellier),. Le surnom de Montlaur apparaît dans les textes à partir de la fin du XIe siècle.
- Armes : D'or à un cor de chasse d'azur enguiché et virollé de gueules.[8][réf. à confirmer]

La famille possède les terres de Montlaur, Murles et Vailhauquès.
- Château de Montlaur, à Montaud
- château des Montlaur, à Murles

## Famille de Montlaur (Vivarais)

Armes de la famille de Montlaur.

La famille de Montlaur, alias Montlor, est une famille éteinte, d'extraction féodale, originaire de la terre de Montlaur, située sur la commune de Coucouron (Ardèche). Les premières mentions de personnalités datent du dernier quart du XIIe siècle.
Sur leurs origines, Pierre-Yves Laffont (1998) avancent deux hypothèses : soit ils sont étrangers à la région et s'y implantent vers la fin du XIIe siècle, soit ils sont une branche cadette d'un lignage régional. L'historien privilégie cette dernière et propose la filiation avec les vicomtes de Polignac. La thèse de Franck Brechon, soutenue en 2000 à Lyon 2, reprend cette hypothèse.
- Armes : D'or, au lion de vair, armé, lampassé et couronné de gueules. alias D’or au lion de vair couronné d’azur.[9],[6],[10]

Le deuxième blasonnement est celui porté par l'évêque de Fréjus, Pierre de Montlaur (XIIe siècle).
- Maubec-Montlaur : Ecartelé aux 1 et 4 : d'or, à deux léopards d'azur ; aux 2 et 3 : d'or, au lion de vair armé, lampassé et couronné de gueules.

Hugues, baron de Maubec, épouse (1425) Jeanne de Montlaur, héritière, et joint le surnom de Montlaur au sien.

## Famille de Villardi de Montlaur
La famille de Villardi est une famille subsistante de la noblesse française, originaire du Comtat Venaissin, maintenue noble en 1698. Elle hérite de la terre de Montlaur à la suite d'une alliance en 1740.
Armes : D'azur au dextrochère armé d'argent mouvant de senestre tenant une palme d'or.
En 1679, Louis XIV érigea par lettres patentes la baronnie de Montlaur en marquisat en faveur d'Étienne de Bousquet, dont un ascendant avait racheté la terre de Montlaur en 1592. Le titre fut transféré par lettres patentes en octobre 1787 en faveur de Gabriel Joseph Raymond de Villardi de Quinson (1745-1817), descendant du précédent par voie féminine et ancêtre des porteurs actuels du nom.
Personnalités
- Marie Arlette de Villardi de Montlaur, née Marie Arlette de Failly (1891-1944), participa à la Résistance contre les Allemands. Elle fut arrêtée et déportée au camp de Ravensbrück où elle mourut le 1er décembre 1944[16].
- Guy de Villardi de Montlaur (1918-1977), artiste peintre, rejoignit l'Angleterre en 1942, débarqua en Normandie le 6 juin 1944[17] avec les commandos Kieffer (1er Bataillon de Fusiliers Marins Commandos) et à Flessingue (Hollande) le 1er novembre 1944[18],[19].
- Arnaud de Villardi de Montlaur, banquier et leveur de fonds de la droite (Campagne présidentielle de 2017 de François Fillon, parti « Force républicaine » de Bruno Retailleau[20], primaires de la droite de Michele Barnier en 2021[21]). Il est également auteur de Comme une corde brisée qui relate les coulisses de la campagne présidentielle de 2017 aux côtés de son ami François Fillon[22].

## Montlaur d'Escoubès (Gascogne)
La famille d'Escoubès de Montlaur olim d'Escoubès, transformée en de Montlaur d'Escoubès, est originaire de Gascogne où elle possédait le fief noble Saint-Jean-le-Comtal,. Gustave Chaix d'Est-Ange dit qu'elle était « anciennement et honorablement connue en Armagnac ».
Une branche s'établit à Toulouse et acquiert la seigneurie de Montlaur. Selon le Grand armorial de France, cette seigneurie « aurait été érigée en comté en faveur de cette famille par lettres de 1574 enregistrées en 1858 (?) ». L'une de ses branches, éteintes, s'est agrégée à la noblesse au XVIIe siècle et est maintenue noble en 1739. Toutefois, Chaix d'Est-Ange précise « Dans la réalité on ne connaît pas à la famille Escoubés de Monlaur de principe d'anoblissement régulier ».
Armes : De gueules, à un monde d'argent cerclé et cintré de gueules, sommés d'une croix d'argent, soutenu par deux lions rampants et affrontés d'argent,

Couronne ducale ; Supports : deux sauvages, avec massues basses.,

Devise : Virtus auro potior,.

## Personnalités: Montlaur du Bas-Languedoc ou du Vivarais
La filiation varie d'une famille à l'autre, Bas-Languedoc ou Vivarais, chez les auteurs anciens.
François-Alexandre de La Chenaye-Aubert (1774) les associe à une famille originaire du Languedoc, tout comme Gustave de Rivoire de La Bâtie (1867), sans autres précisions, tandis que Gaston de Jourda de Vaux (1924-1933), reprenant la même généalogie, les place dans la filiation de la famille originaire du Vivarais. La Roque (1860) les associe à la famille du Bas-Languedoc.
- Pons et Bernard de Montlaur, croisés de la Première croisade (cités dans les Salles des Croisades), qui accompagnent Raimond, comte de Saint-Gilles et de Toulouse, et Guillem V, seigneur de Montpellier[25].
- Jean Ier de Montlaur, évêque de Maguelone (1158/60-1190)[25],[26],[27].
- Pierre de Montlaur, frère du précédent, évêque de Fréjus (1154-1157).
- Hugues de Montlaur, frère des précédents, petit-fils de Bernard de Montlaur et fils de Guillaume, seigneur de Montlaur [25], prévôt de Pignans, nommé évêque de Riez (vers 1160, mais non élu) archevêque d'Aix (1165/1153[25]-1174).
- Pierre de Montlaur († 1229), neveu des précédents, prévôt d'Uzès, évêque de Marseille (1214/1219[25]-1229).
- Jean II de Montlaur († 1247), frère du précédent et du seigneur Rostang de Montlaur, évêque de Maguelone (1232/1234-1247)[25],[28].
  - D’or au lion de vair couronné d’azur. écartelé D'or à un cor de chasse d'azur enguiché et virollé de gueules.[28]
- Guy de Montlaur (1215-1275), évêque de Valence (1272-1275).
- Pons (Pontius) de Montlaur, gardiateur de Lyon (1292-93), sénéchal d'Agens (1296-97).
- Guillaume de Montlaur, évêque de Bazas (1371-1375).

- Hugues de Montlaur (-1244), maître de la milice du Temple en Provence et en Espagne. Maréchal de l'ordre, mort à la bataille de La Forbie (Hiribya, Palestine).
Son appartenance familiale n'est pas connue. Hippolyte de Barrau (1854) indique qu'il appartient à la famille du Bas-Languedoc[1]. Gaston de Jourda de Vaux (1924) l'associe à la famille du Vivarais[9]. Il est absent de la généalogie proposée par La Chenaye-Aubert (1774).